# マリア・パラッツィーニ
マリア・パラッツィーニ（伊: Maria Parazzini, 1939年12月18日 - 2022年8月14日、生年は1940年とするものもあり）はイタリアのソプラノ歌手。エミリア＝ロマーニャ州カットーリカ出身。

## 経歴
ペーザロのロッシーニ音楽院を卒業後、シエーナのキジアーナ音楽院、パレルモのマッシモ劇場、更にはヴェネツィアでジーナ・チーニャに師事した。この間1971年2月にスカラ座で「パルジファル」の花の乙女役でデビュー。主役としては1972年1月にマッシモ劇場でのジョルダーノの「アンドレア・シェニエ」でデビューする。同年8月のマッシモ劇場のエジンバラ音楽祭への客演でヴェルディの「アッティラ」でイタリア外でもデビューする。翌1973年2月にはマッシモ劇場で、急病のレナータ・スコットの代役としてヴェルディの「椿姫」でデビューするなど、以後ヨーロッパを中心に世界的に活動する。
1970年代から1980年代にかけて、同年生まれのマリア・キアーラと共にイタリアを代表するソプラノ歌手として活躍した。特にヴェルディの諸役で評価を高めるが、キアーラ同様に5歳ほど年長のレナータ・スコットやミレッラ・フレーニの割を食う形で、レコーディングの機会が少なかった。S.E.M. レーベルにソロアルバム "Le piu' belle Ave Maria nel tempo" がある他、Warner Fonitレーベルの 松本美和子も参加するメルカダンテの「イル・ブラヴォ」、Mondo Musicaレーベルのフェニーチェ劇場でのライヴ録音で「アッティラ」と「二人のフォスカリ」が比較的入手し易い
2022年8月14日モンテグリドルフォにて82歳で死去。